# 靜點麗魚
靜點麗魚，為輻鰭魚綱鱸形目隆頭魚亞目慈鯛科的其中一種，分布於非洲馬拉威湖流域， 體長可達25公分，棲息在湖泊岩石底質水域，屬肉食性，生活習性不明，可作為觀賞魚。

## 擴展閱讀
維基物種上的相關：靜點麗魚